# Pericoma barbarica
Pericoma barbarica és una espècie d'insecte dípter pertanyent a la família dels psicòdids. Es troba a l'Àfrica del Nord (Algèria), França i Espanya (Mallorca).